# Notre-Dame-de-Lorette
Notre-Dame-de-Lorette – stacja linii nr 12 metra  w Paryżu. Stacja znajduje się w 9. dzielnicy Paryża. Została otwarta 5 listopada 1910.